# Szóphéné királyainak listája
Szóphéné állama a mai Örményország területén az ókorban fontos stratégiai szerepet töltött be, ennek megfelelően ritkán volt önálló. Néhány szuverént követően mindig a térség valamelyik más hatalmának fennhatósága alatt állt.

## Artaszészida (vagy Zariadrida) dinasztia
| Uralkodó        | Idő         | Megjegyzés |
| --------------- | ----------- | ---------- |
| I. Zariadrisz   | i. e. 188-? |            |
| Xerxész(?)      | 170         |            |
| Mithrobarzanész | 159-150     |            |
| II. Zariadrisz  | 134         |            |
| Artanész        | 110-90      |            |

## Artaxiádész dinasztia
| Uralkodó      | Idő   | Megjegyzés      |
| ------------- | ----- | --------------- |
| I. Tigranész  | 90-65 | Arménia királya |
| II. Tigranész | 65    |                 |

## Vegyes uralkodók
| Uralkodó                     | Idő                  | Megjegyzés               |
| ---------------------------- | -------------------- | ------------------------ |
| I. Déiotarosz                | 64-44; 44-42         | Galatia királya          |
| III. Ariobarzanész           | 47-44                | Kappadókia királya       |
| Kasztor                      | 41-36                | Galatia királya          |
| II. Déiotarosz Philadelphosz | 36-33                | Galatia királya          |
| I. Polémon                   | 33-30                | Pontos királya           |
| I. Artavazdész               | 30-20                | Média Atropaténé királya |
| Arkhelaosz                   | 20-17                | Kappadókia királya       |
| római provincia              | i. e. 17 – i. sz. 38 |                          |
| IX. Kotüsz                   | 38-54                | Thrákia királya          |
| Caius Iulius Sohaemus        | 54-60                | Emesa (Homs) királya     |
| Arisztobulosz                | 60-74                | Kolkhisz királya         |